# Upamāna
Upamāna (en devanāgarī : उपमान) es un término sánscrito que significa «estándar de comparación». Este vocablo forma parte de la filosofía india y tiene el sentido de « analogía ».
En sí se precede a la percepción directa del medio a través del cuerpo y constituye una forma de conocimiento válido.